# Dávid Kelemen
Dávid Kelemen (n. 24 mai 1992, Bichișciaba, Békés, Ungaria) este un fotbalist maghiar, care joacă pe post de fundaș la Csíkszereda în Liga a II-a. Pe plan internațional, are prezențe la națională pentru Ungaria U19⁠(d) și Ungaria U21.